# William Cathcart, I conte Cathcart
William Schaw Cathcart, I conte Cathcart (Londra, 17 settembre 1755 – Glasgow, 16 giugno 1843), è stato un generale e diplomatico britannico.

## Carriera militare
Nel 1771 andò a San Pietroburgo dive il padre, Charles Cathcart, IX Lord Cathcart, generale dell'esercito, era ambasciatore. Dal 1773 al 1777 studiò diritto, ma dopo essere succeduto come Lord del parlamento nel 1776 ottenne un incarico nel 7° dragoni.
Trasferitosi negli Stati Uniti d'America nel 1777, fu promosso due volte sul campo prima del termine della sua prima campagna. Si trasferì al 17° lancieri. Nel 1778 si distinse nella battaglia di Monmouth in cui comandò un corpo irregolare, la legione britannica, con ottimi successi. Per un certo tempo fu generale delle forze in America. Tornò in patria nel 1780, e nel febbraio 1781 divenne capitano e tenente colonnello delle Coldstream Guards.
Fu eletto rappresentante Pari per la Scozia nel 1788, e nel 1792 divenne colonnello del 29º reggimento di fanteria. Si distinse nella campagna dei Paesi Bassi del 1793–1795, nel corso della quale fu promosso maggior generale, ed in quella del 1801 divenne tenente generale. Nel frattempo aveva ricevuto anche la nomina a Viceammiraglio di Scozia (1795), consigliere privato (1798) e colonnello del 2º Life Guards (1797).
Dal 1803 al 1805 Lord Cathcart divenne Comandante in capo dell'Irlanda, per poi essere inviato da William Pitt il Giovane a sostituire George Don al comando della spedizione di 14000 uomini ad Hannover. Occupò Hannover il 14 dicembre, e si unì alla colonna russa di Werdereffsky del corpo di Tolstoj. Dopo alcuni scontri con i francesi di Gabriel Barbou des Courières a Springe, Cathcart fu obbligato a ritirarsi dopo l'accordo franco-prussiano del 27 gennaio 1806 che assegnava Hannover alla Prussia, e si imbarcò per il Regno Unito il 7 febbraio 1806.
Dopo che la sua spedizione fu richiamata, Cathcart comandò le forze in Scozia fino al 1807, quando fu incaricato della spedizione di Copenaghen, città che conquistò il 6 settembre. Quattro settimane dopo fu nominato visconte Cathcart di Cathcart e barone Greenock di Greenock come parìa del Regno Unito, e riprese il comando in Scozia dopo il ritorno dal fronte.
Il 1º gennaio 1812 fu promosso generale, e pochi mesi dopo si trasferì in Russia come ambasciatore e commissario militare. Ricoprì quest'ultimo incarico durante la guerra di liberazione (1812–1814). Il suo successo nel delicato e difficile compito di mantenere l'armonia e la devozione per la causa comune, gli valse dopo la guerra la promozione al titolo di conte (luglio 1814). Si trasferì a San Pietroburgo e continuò ad essere ambasciatore fino al 1820, anno in cui fece ritorno in patria. Morì in casa sua nei pressi di Glasgow il 16 giugno 1843.

## Matrimonio
Sposò, il 10 aprile 1779 a New York, Elizabeth Elliot (?-14 dicembre 1847), figlia del tenente governatore di New York Andrew Elliot. La coppia ebbe sette figli:
- Louisa (25 gennaio 1780);
- William Cathcart (13 giugno 1782-5 giugno 1804)[2];
- Charles Cathcart, II conte Cathcart (21 dicembre 1783-16 luglio 1859);
- Mary Elizabeth Cathcart (1785-12 agosto 1862);
- Frederick McAdam Cathcart (28 ottobre 1789-5 marzo 1865), sposò Jane McAdam, non ebbero figli;
- George Cathcart (12 maggio 1794-5 novembre 1854), sposò Lady Georgiana Greville, ebbero otto figli;
- Adolphus Frederick Cathcart (28 giugno 1803-6 aprile 1884), sposò Margaret Home, non ebbero figli.